# Friedrich Reusch
Friedrich Johann Reusch, né le 5 septembre 1843 à Siegen et mort le 15 octobre 1906 à Agrigente (Italie), est un sculpteur allemand.

## Biographie
Reuscch naît dans la famille d'un menuisier à Siegen, implantée depuis le XVIIe siècle. Il est d'abord en apprentissage chez son père, puis est remarqué par le sculpteur August Kiß (1802-1865) qui l'aide à étudier à Berlin, en 1863. Il y est étudiant, jusqu'en 1867 à l'Académie royale prussienne des arts. Il travaille de 1866 à 1872 à l'atelier d'Albert Wolff, notamment pour un monument dédié à Frédéric-Guillaume III, et à un bas-relief de la colonne de la Victoire. Il obtient le prix de la fondation Michael-Beer, en 1872. Il obtient aussi à la fin de ses études une bourse pour faire son Grand Tour en Italie, et demeure à Rome, jusqu'en 1874.

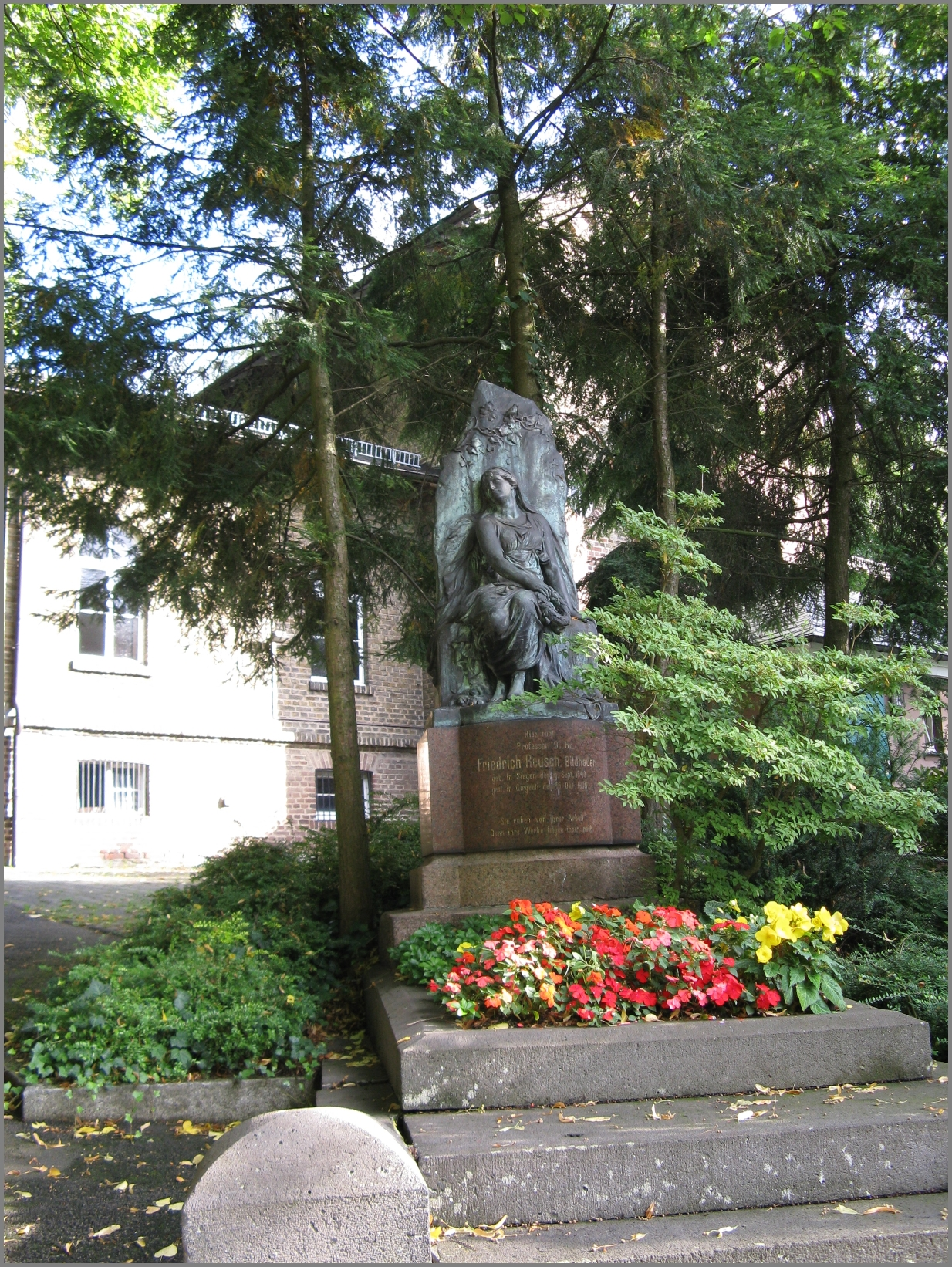
Tombe de Friedrich Reusch

Il ouvre son propre atelier à son retour à Berlin et en 1881 il est appelé comme professeur à l'académie des arts de Königsberg, dont il prend plus tard la direction. Il donne sa démission en 1904, car il souffre du cœur depuis 1900. Il est remplacé par Stanislaus Cauer. Reusch, sculpteur honoré par l'empire wilhelminien, meurt à Agrigente en Sicile. Il était resté célibataire, mais a toute sa carrière été accompagné de sa gouvernante, Rosa.
Il est enterré au cimetière Lindenberg de sa ville natale.

## Illustrations

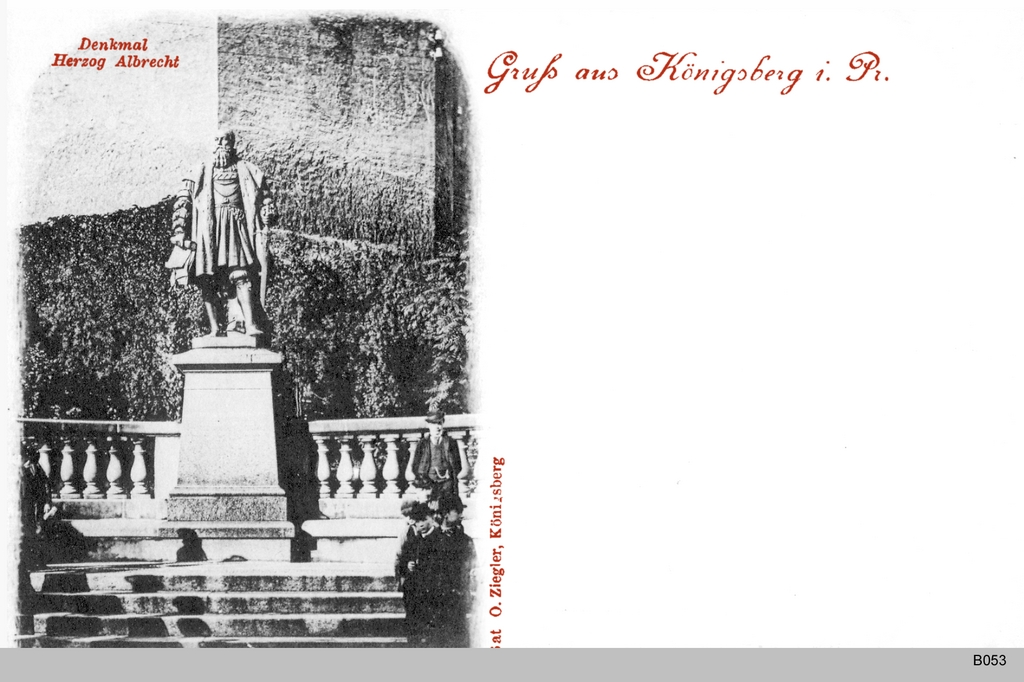
Statue du duc Albert de Brandebourg à Königsberg
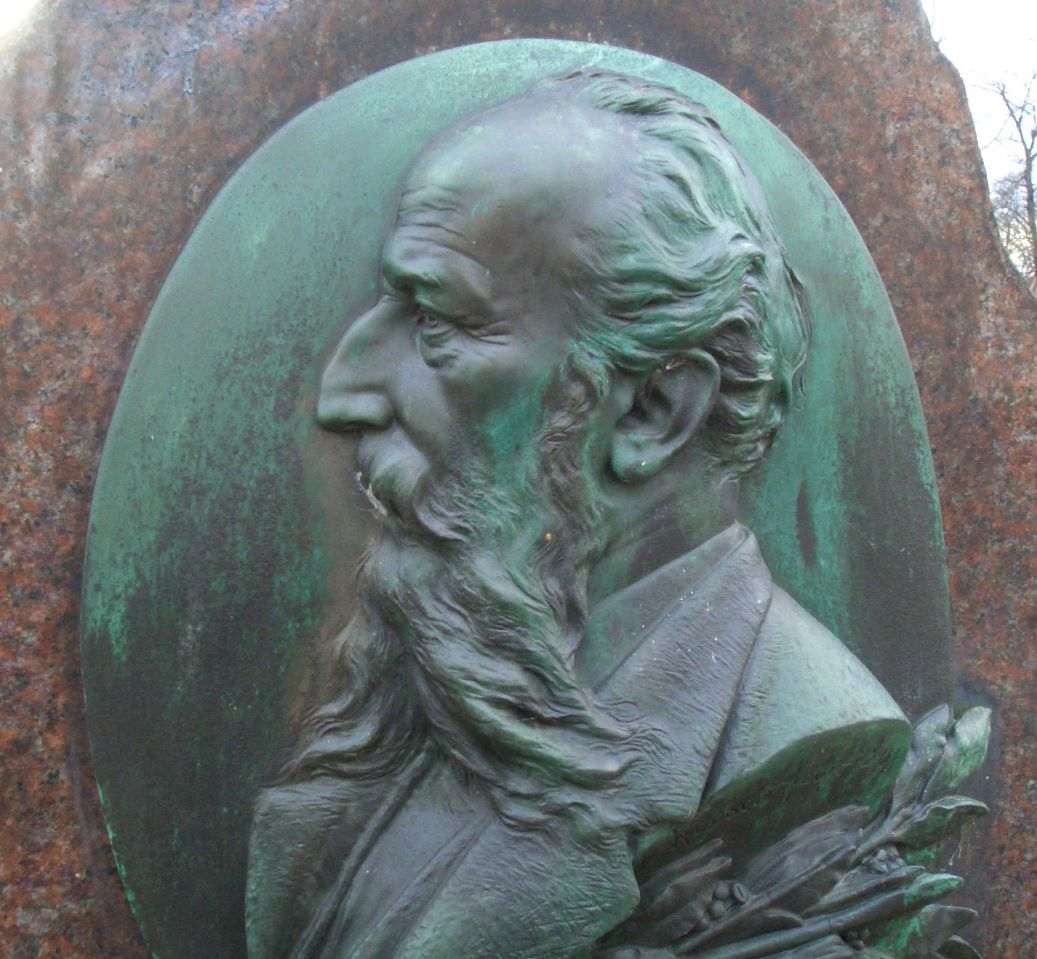
Médaillon de Carl Steffeck (par Reusch) sur sa tombe au cimetière français de Berlin
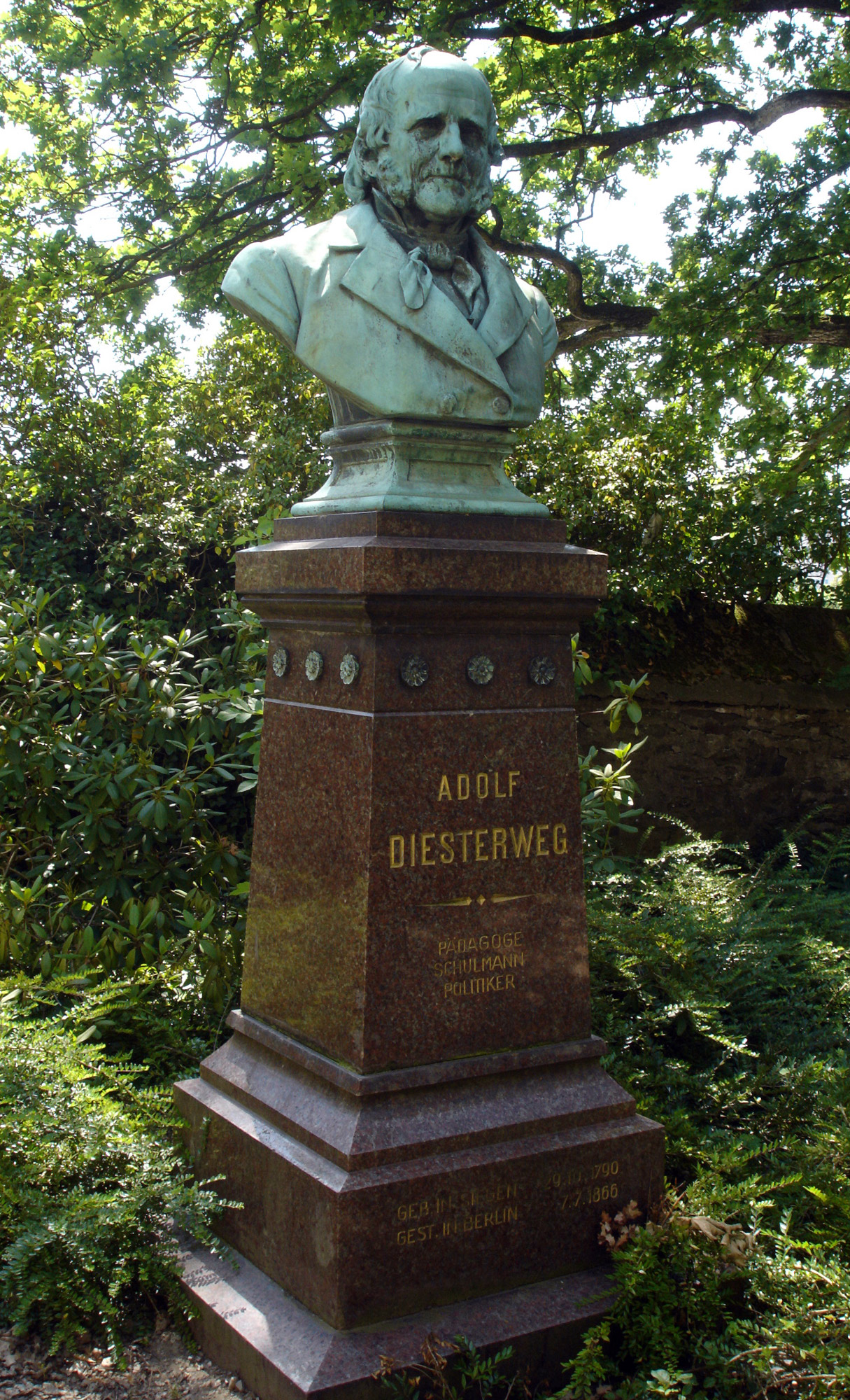
Buste d'Adolf Diesterweg sur sa tombe à Siegen
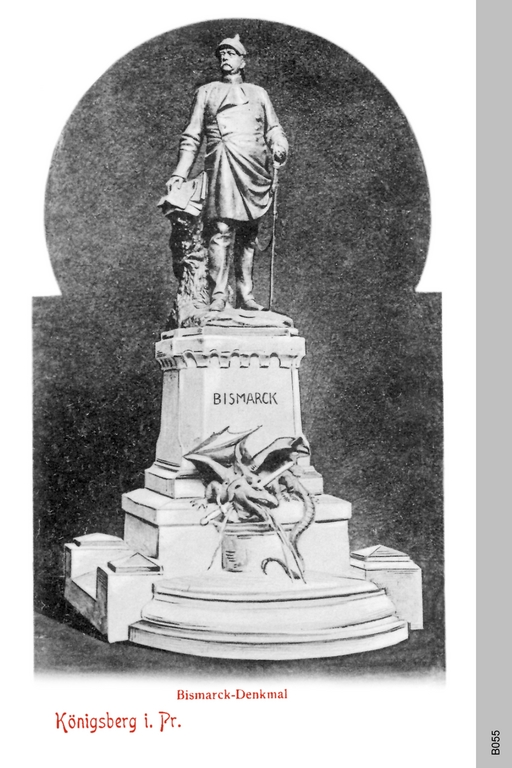
Statue de Bismarck à Königsberg
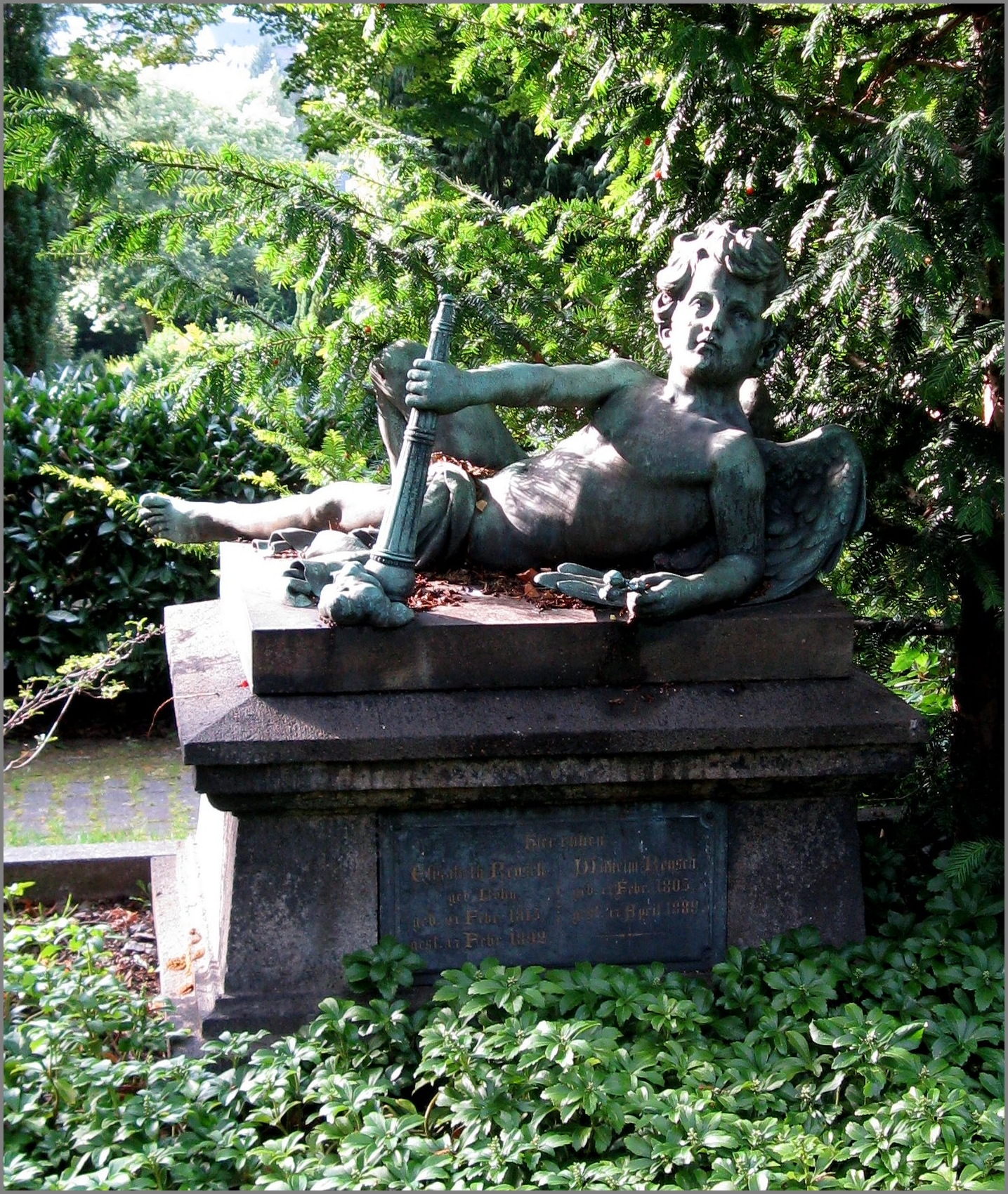
Tombe d'Elisabeth et Wilhelm Reusch à Siegen, ange de Friedrich Reusch

## Source
- (de) Cet article est partiellement ou en totalité issu de l’article de Wikipédia en allemand intitulé « Friedrich Reusch » (voir la liste des auteurs).
- Notices d'autorité :   - VIAF
  - ISNI
  - LCCN
  - GND
  - NUKAT
  - WorldCat
- Ressources relatives aux beaux-arts :   - Artists of the World Online
  - Bénézit
  - Grove Art Online
  - Musée d'Orsay
  - RKDartists
  - Union List of Artist Names